# Заговор Катилины (пьеса)
«Заговор Катилины» (англ. Catiline His Conspiracy) — историческая трагедия с элементами сатиры английского драматурга Бена Джонсона, повествующая о событиях в Риме конца 63 — начала 62 года до н. э.: подавлении консулом Марком Туллием Цицероном движения сторонников Луция Сергия Катилины.

Это картина смертельной схватки между старым Римом, Римом республиканской доблести и чести, воплощённым в образе неподкупно честного и бескорыстного Цицерона, и Римом новым, назревающим императорским Римом, где царит дух преступности, продажности и всех видов эгоизма… Всё в Риме прогнило насквозь. Юлий Цезарь осторожно притаился, тихонько выжидая, когда наступит подходящий момент.
— Александр Смирнов
Выдающийся знаток античности, Джонсон в своей сценической реконструкции прошлого обширно использует и встраивает в текст древние источники: Тацита, Саллюстия, Светония. Многие реплики Цицерона представляют собой пересказы фрагментов его сочинений; в частности, громадный, в три сотни строк, центральный монолог Цицерона — выступление консула перед сенаторами в храме Юпитера Статора (акт IV, сцена 2), время от времени прерываемое короткими высказываниями других персонажей, — подробная стихотворная переработка 1-й Катилинарии.

## Постановки
Пьеса была впервые поставлена в 1611 году актёрской труппой «Слуги короля». Участвовали Ричард Бёрбедж, Джон Лоуин, Александр Кук, Джон Хеминг, Генри Конделл. Успеха у публики трагедия не имела, о чём сам автор упоминает в предисловии и посвящении графу Пембруку. Особенно холодно, по свидетельству Джонсона, были восприняты длинные речи Цицерона.
В 1630-е годы пьеса снова входила в репертуар «Слуг короля» и обрела несколько бо́льшую популярность, упрочив её позднее в период Реставрации. Однако в конце XVII века интерес к «Заговору Катилины» резко падает; новых постановок с тех пор не предпринималось.

## Публикации
Трагедия впервые напечатана ин-кварто в 1611 году с приложением хвалебных стихотворений Фрэнсиса Бомонта, Джона Флетчера и Натана Филда. Следующая публикация — в первом фолио Джонсона (1616).
В обоих изданиях пьесу сопровождает латинский эпиграф из Горация (Послания, книга II, № 1, стихи 186—188 с изменением):

His non plebecula gaudet:

Verum equitis quoque jam migravit ab aure voluptas

Omnis, ad incertos oculos, & gaudia vana.

Вот это народец не любит;

Впрочем, у всадников тоже от уха к блуждающим взорам

Переселились уж все наслажденья в забавах пустячных.

Далее трагедия издавалась ин-кварто в 1635, 1669, 1674 годах и вошла в третье фолио Джонсона (1692).
На русском языке «Заговор Катилины» публиковался в переводе Юрия Корнеева (1960).